# Ожер, Арлин
Арлин Оже́р, также Оже́ (англ. Joyce Arleen Auger или англ. Augér; 13 сентября 1939, Саут-Гейт, Калифорния — 10 июня 1993, Лёсден, Нидерланды) — американская певица (колоратурное сопрано) и педагог.

## Биография
Выросла в Уэстчестере. Ребёнком начала играть на фортепиано и скрипке. Окончила Университет штата Калифорния в Лонг-Бич (1963), после чего работала в детском саду. В 1965—1967 годах училась вокалу у Р. Эрролла (Errolle). Победив на вокальном конкурсе Виктора Фукса в Лос-Анджелесе (1967), получила возможность выступать в Вене и петь с Лос-Анджелесским филармоническим оркестром. В Вене произвела сильное впечатление на Йозефа Крипса, была тут же принята в Венскую государственную оперу, хотя недостаточно владела немецким языком, и пела в ней семь лет. Дебютировала в Волшебной флейте (Царица ночи), в 1969 году спела ту же партию на сцене Нью-Йоркской городской оперы. Исполнила в Метрополитен-опере партию Марцеллины в Фиделио (дирижировал Карл Бём). В 1975 году пела в Ла Скала в опере Равеля Дитя и волшебство (Огонь). В дальнейшем широко выступала на различных сценах мира. Спела большинство партий сопрано в цикле баховских кантат, которые Гельмут Риллинг исполнил и записал на протяжении 1970−1980-х годах. В общей сложности записала свыше 200 дисков, исполняя музыку от К. Монтеверди до Н. Рорема.
В 1971—1977 преподавала во Франкфуртском университете имени Гёте, позже — в зальцбургском Моцартеуме. Среди учеников Рене Флеминг.
Ушла со сцены в феврале 1992 года после того, как у неё диагностировали злокачественную опухоль головного мозга. Перенеся три операции, скончалась в Нидерландах. На её погребении пела Рене Флеминг.

## Репертуар
Пела в операх Чимарозы (Тайный брак), Доницетти (Дочь полка), Верди (Риголетто) и др. Знаменита исполнением моцартовского мотета Exsultate, jubilate (1986), который спела на свадьбе герцога Эндрю и Сары Фергюсон, транслировавшейся по телевидению на аудиторию в 700 миллионов зрителей. Позже она записала этот мотет вместе с моцартовской мессой до минор (1990) в фирме Deutsche Grammophon, дирижировал Леонард Бернстайн. К двухсотлетию смерти Моцарта вместе с Чечилией Бартоли и Венским филармоническим оркестром под управлением Георга Шолти исполнила моцартовский Реквием в венском соборе Святого Стефана, где композитора 200 лет назад отпевали.
Работала с такими дирижёрами, как Клаус Теннштедт, Лорин Маазель, Рэймонд Леппард, Бернард Хайтинк, Кристофер Хогвуд, Тревор Пиннок, Курт Мазур, Рикардо Мути, Сэйдзи Одзава, Даниэль Баренбойм, Клаудио Аббадо, Рикардо Шайи, Саймон Рэттл, выступала вместе с Анне Софи фон Оттер, Мюрреем Перайей, Роджером Виньолем.

## Признание
Премия Delos Records. Премия Грэмми за лучшее вокальное исполнение классической музыки (1994, посмертно).